# Acacia jurema
Acacia jurema é uma espécie de leguminosa do gênero Acacia, pertencente à família Fabaceae.